# Đội tuyển bóng đá quốc gia Litva
Đội tuyển bóng đá quốc gia Litva là đội tuyển cấp quốc gia của Litva do Liên đoàn bóng đá Litva quản lý.

## Thành tích tại giải vô địch thế giới
- 1930 - Không tham dự
- 1934 - Không vượt qua vòng loại
- 1938 - Không vượt qua vòng loại
- 1950 đến 1990 - Không tham dự, là một phần của Liên Xô
- 1994 đến 2022 - Không vượt qua vòng loại

## Thành tích tại giải vô địch châu Âu
- 1960 đến 1992 - Không tham dự, là một phần của Liên Xô
- 1996 đến 2024 - Không vượt qua vòng loại

## Thành tích tại UEFA Nations League
| Mùa giải  | Hạng đấu  | Bảng      | Pld | W | D | L | GF | GA | RK   |
| --------- | --------- | --------- | --- | - | - | - | -- | -- | ---- |
| 2018–19   | C         | 4         | 6   | 0 | 0 | 6 | 3  | 16 | 39th |
| 2020–21   | C         | 4         | 6   | 2 | 2 | 2 | 5  | 7  | 41st |
| Tổng cộng | Tổng cộng | Tổng cộng | 12  | 2 | 2 | 8 | 8  | 23 | 47th |

## Thành tích tại Thế vận hội
| Năm       | Thứ hạng | Trận | Thắng | Hòa | Thua | Bàn thắng | Bàn thua |
| --------- | -------- | ---- | ----- | --- | ---- | --------- | -------- |
| 1924      | 22nd     | 1    | 0     | 0   | 1    | 0         | 9        |
| Tổng cộng | 22nd     | 1    | 0     | 0   | 1    | 0         | 9        |

## Đội hình
Đội hình dưới đây tham dự cúp Baltic 2022.

Số liệu thống kê tính đến ngày: 19 tháng 11 năm 2022 sau trận gặp Estonia.
| Số | VT | Cầu thủ                | Ngày sinh (tuổi)  | Trận | Bàn | Câu lạc bộ             |
| -- | -- | ---------------------- | ----------------- | ---- | --- | ---------------------- |
| 12 | TM | Edvinas Gertmonas      | 13 tháng 5, 1997  | 4    | 0   | Žalgiris               |
| 16 | TM | Ignas Plūkas           | 8 tháng 12, 1993  | 1    | 0   | Hegelmann              |
|    | TM | Marius Adamonis        | 13 tháng 5, 1997  | 1    | 0   | Lazio                  |
|    |    |                        |                   |      |     |                        |
| 13 | HV | Saulius Mikoliūnas     | 2 tháng 5, 1984   | 101  | 5   | Žalgiris               |
| 4  | HV | Edvinas Girdvainis     | 19 tháng 1, 1993  | 40   | 0   | Kauno Žalgiris         |
| 2  | HV | Linas Klimavičius      | 10 tháng 4, 1989  | 37   | 0   | Panevėžys              |
| 23 | HV | Rolandas Baravykas     | 23 tháng 8, 1995  | 33   | 2   | without club           |
| 3  | HV | Artemijus Tutyškinas   | 8 tháng 8, 2003   | 4    | 0   | ŁKS Łódź               |
| 8  | HV | Natanas Žebrauskas     | 18 tháng 2, 2002  | 3    | 0   | Greuther Fürth         |
|    | HV | Klaudijus Upstas       | 30 tháng 10, 1994 | 2    | 0   | Hegelmann              |
|    | HV | Vilius Armalas         | 21 tháng 7, 2000  | 1    | 0   | Hegelmann              |
|    |    |                        |                   |      |     |                        |
| 11 | TV | Arvydas Novikovas      | 18 tháng 12, 1990 | 85   | 12  | without club           |
| 17 | TV | Justas Lasickas        | 6 tháng 10, 1997  | 38   | 2   | Olimpija Ljubljana     |
| 20 | TV | Domantas Šimkus        | 10 tháng 2, 1996  | 28   | 0   | Universitatea Cluj     |
| 22 | TV | Modestas Vorobjovas    | 30 tháng 12, 1995 | 27   | 1   | Chindia Târgoviște     |
| 18 | TV | Paulius Golubickas     | 19 tháng 8, 1999  | 20   | 1   | Gorica                 |
| 19 | TV | Tomas Kalinauskas      | 27 tháng 4, 2000  | 2    | 0   | Havant & Waterlooville |
|    | TV | Gvidas Gineitis        | 15 tháng 4, 2004  | 2    | 0   | Torino                 |
|    |    |                        |                   |      |     |                        |
| 10 | TĐ | Fiodor Černych         | 21 tháng 5, 1991  | 80   | 12  | Jagiellonia Białystok  |
|    | TĐ | Augustinas Klimavičius | 27 tháng 4, 2001  | 6    | 1   | Hegelmann              |
|    | TĐ | Armandas Kučys         | 27 tháng 2, 2003  | 4    | 0   | Oskarshamns AIK        |

### Triệu tập gần đây
| Vt | Cầu thủ                 | Ngày sinh (tuổi)  | Số trận | Bt | Câu lạc bộ          | Lần cuối triệu tập                 |
| -- | ----------------------- | ----------------- | ------- | -- | ------------------- | ---------------------------------- |
| TM | Džiugas Bartkus         | 7 tháng 11, 1989  | 11      | 0  | Ironi Kiryat Shmona | Luxembourg, 25 tháng 9, 2022       |
| TM | Ernestas Šetkus         | 25 tháng 5, 1985  | 38      | 0  | without club        | Thổ Nhĩ Kỳ, 14 tháng 6, 2022       |
|    |                         |                   |         |    |                     |                                    |
| HV | Benas Šatkus INJ        | 1 tháng 4, 2001   | 14      | 0  | VfL Osnabrück       | Luxembourg, 25 tháng 9, 2022       |
| HV | Dominykas Barauskas INJ | 18 tháng 4, 1997  | 11      | 0  | Stal Mielec         | Luxembourg, 25 tháng 9, 2022       |
| HV | Edgaras Utkus INJ       | 22 tháng 6, 2000  | 10      | 0  | Cercle Brugge       | Thổ Nhĩ Kỳ, 14 tháng 6, 2022       |
| HV | Pijus Širvys            | 1 tháng 4, 1998   | 4       | 0  | Panevėžys           | Thổ Nhĩ Kỳ, 14 tháng 6, 2022       |
| HV | Egidijus Vaitkūnas      | 8 tháng 8, 1988   | 62      | 0  | Kauno Žalgiris      | Cộng hòa Ireland, 29 tháng 3, 2022 |
|    |                         |                   |         |    |                     |                                    |
| TV | Vykintas Slivka         | 29 tháng 4, 1995  | 54      | 3  | Lamia               | Luxembourg, 25 tháng 9, 2022       |
| TV | Linas Mėgelaitis        | 9 tháng 9, 1998   | 15      | 1  | Viterbese           | Luxembourg, 25 tháng 9, 2022       |
| TV | Titas Milašius          | 12 tháng 12, 2000 | 5       | 0  | Podbeskidzie        | Luxembourg, 25 tháng 9, 2022       |
| TV | Deividas Dovydaitis     | 26 tháng 1, 2003  | 0       | 0  | Šiauliai            | Luxembourg, 25 tháng 9, 2022       |
| TV | Artūr Dolžnikov         | 6 tháng 6, 2000   | 4       | 0  | Unattached          | Luxembourg, 25 tháng 9, 2022       |
| TV | Donatas Kazlauskas      | 31 tháng 3, 1994  | 33      | 2  | Žalgiris            | Thổ Nhĩ Kỳ, 14 tháng 6, 2022       |
| TV | Vilius Armanavičius     | 8 tháng 5, 1995   | 6       | 0  | Hegelmann           | Thổ Nhĩ Kỳ, 14 tháng 6, 2022       |
| TV | Karolis Uzėla           | 11 tháng 3, 2000  | 4       | 0  | RFS                 | Thổ Nhĩ Kỳ, 14 tháng 6, 2022       |
| TV | Giedrius Matulevičius   | 5 tháng 3, 1997   | 3       | 0  | Sūduva              | Thổ Nhĩ Kỳ, 14 tháng 6, 2022       |
| TV | Nauris Petkevičius      | 19 tháng 2, 2000  | 2       | 0  | Beerschot           | Thổ Nhĩ Kỳ, 7 tháng 6, 2022        |
| TV | Gustas Jarusevičius     | 23 tháng 5, 2003  | 0       | 0  | Žalgiris            | training camp 2022 June            |
| TV | Ovidijus Verbickas      | 4 tháng 7, 1993   | 30      | 1  | Žalgiris            | Cộng hòa Ireland, 29 tháng 3, 2022 |
| TV | Gratas Sirgėdas         | 17 tháng 12, 1994 | 14      | 5  | Kauno Žalgiris      | Cộng hòa Ireland, 29 tháng 3, 2022 |
| TV | Eligijus Jankauskas     | 22 tháng 6, 1998  | 2       | 0  | Šiauliai            | Cộng hòa Ireland,29 tháng 3, 2022  |
|    |                         |                   |         |    |                     |                                    |
| TĐ | Karolis Laukžemis       | 11 tháng 3, 1992  | 29      | 2  | Sūduva              | Thổ Nhĩ Kỳ, 14 tháng 6, 2022       |
| TĐ | Ignas Kružikas          | 14 tháng 12, 1998 | 3       | 0  | Hegelmann           | Thổ Nhĩ Kỳ, 14 tháng 6, 2022       |